# Dippelsaat
Die Dippelsaat (auch Dibbelsaat oder Horstsaat) ist die Aussaat von mehreren Samen an der gleichen Stelle des Saatbettes mit vorher festgelegten gleichmäßigen Abständen. Diese Sämethode kann von Hand mit Hilfe des Dibbelbrettes oder mit speziellen Dippelsägeräten ausgeführt werden. Sie fand früher im Mais- und Zuckerrübenanbau auf zur Verschlämmung neigenden Böden und in klimatisch ungünstigen Regionen ihre Verbreitung und wurde von Ernst Klapp ausführlich beschrieben. Der Vorteil, dass selbst bei Saatgut mit mangelhafter Triebkraft und niedrigen Bodentemperaturen mehrere Keime sicher auch eine feste Boden-Krume durchstoßen, muss mit dem Nachteil der Vereinzelung der Horste in aufwendiger Handarbeit erkauft werden. Die  Dippelsaat hat in der konventionellen Landwirtschaft Europas heute keine Bedeutung mehr. Durch entsprechende Landtechnik wird das Saatbett optimiert und durch Einzelkornsaat kann selbst die spätere Bestandspflege weitgehend mechanisiert, also ohne aufwendige Handarbeit erledigt werden. Lediglich in der Hobbylandwirtschaft und im Gartenbau findet die Dippelsaat – die regional auch Dibbelsaat, Hüpfelsaat oder Horstsaat genannt wird – noch ihre Anwendung.